# Исламофашизм
Исламофаши́зм (англ. Islamofascism) — спорный термин, который приравнивает ряд современных исламских движений к европейским фашистским движениям первой половины XX века.
Термин был введён в употребление французским историком Максимом Родинсоном (1915—2004) для обозначения революционной исламской диктатуры в Иране после 1979 года. Некоторые источники утверждают, что автором термина была итальянская писательница Ориана Фаллачи.

## Определение
Категорическое отрицание ряда ценностей Запада и склонность исламистов к радикальным методам борьбы против того, что Усама бен Ладен ранее и другие исламисты сегодня называют «вторжением неверных» и «оккупацией мусульманских земель», дали основание ряду учёных, публицистов и политиков ввести в оборот термин «исламофашизм». Этот термин впервые использовал французский историк ислама, марксист Максим Родинсон, обозначивший им режим революционной исламской диктатуры в Иране после событий 1979 года. Родинсон писал в Le Monde, что такие движения, как последователи Хомейни и «Братья-мусульмане» являются одной из форм «архаичного фашизма».
Известный философ Френсис Фукуяма в 2002 году утверждал, что сегодняшний «конфликт цивилизаций» — это не просто борьба с терроризмом и не борьба с исламом как религией или цивилизацией, а скорее «борьба с исламофашизмом», то есть с радикально нетерпимой и антисовременной доктриной, отрицающей ценности западной цивилизации, которая недавно получила распространение во многих частях исламского мира.
Также оправданным считает применение данного термина к радикальному исламу, к примеру, преподаватель в области исламских исследований и сравнительного религиоведения Университета Калифорнии доктор Майлз Рутвен. Он впервые применил этот термин ещё 8 сентября 1990 года в газете The Independent.

## Популяризация
Популяризаторы термина «исламофашизм» аргументируют его применение следующим образом:
За время, прошедшее после второй мировой войны, термин «фашизм» утратил свой этно-расовый оттенок и стал означать любые тоталитарные системы и идеологии, провозглашающие превосходство определённой группы людей над всеми другими, отрицающие демократию, плюрализм, свободу слова и так далее. Типичными проявлениями такого тоталитарного мышления некоторые считают ненависть к Западу, к евреям, к людям нетрадиционной сексуальной ориентации, склонность к теориям заговоров и готовность легко оправдать насилие и жестокость во имя политических целей, которые оправдывают средства.
По некоторым сведениям, один из теоретиков современного радикального ислама египтянин Сейид Кутб признавал влияние французского фашистского философа Алексиса Карреля.
После совершения крупномасштабных терактов 11 сентября в Нью-Йорке, термин «исламофашизм» популяризирован в США журналистом Кристофером Хитченсом, а затем использован президентом США Джорджем Бушем в официальном заявлении:
Противостояние терроризму — первостепенная задача XXI века. Это только начало длительной борьбы с идеологией, идеологией реальной и глубокой. Это — исламофашизм. Он выступает в разных обличьях, но его последователи применяют единую тактику, направленную на уничтожение людей и имущества ради воцарения хаоса, в надежде на то, что их видение мира станет доминирующим на Ближнем Востоке.
Консервативная газета The Washington Times в редакционной статье «Это фашизм» поставила знак равенства между «философскими воззрениями Гитлера, Муссолини, лидеров империалистической Японии и других фашистских режимов» и «философией Аль-Каеды, Хизбаллы, Хамаса и многих других типов исламизма в мире».
Президент России Владимир Путин назвал планы исламских экстремистов во главе с Усамой бен Ладеном «фашистскими» в интервью «Paris Match» 6 июля 2000 года. «Я называю их фашистскими, поскольку они призывают к созданию объединённого фронта борьбы против евреев и „крестоносцев“, как они нас с вами называют» — сказал Путин.
В ведущих университетах США прошла с 22 по 26 октября 2007 г. «неделя против исламофашизма» и сопровождалась показом документальных фильмов и распространением литературы о радикальном исламе и исламских террористических организациях.
В 2006 году американскими политиками-консерваторами — одним из авторов доктрины Рейгана Джеком Уилером и исполнительным директором Совета по национальной обороне Стивом Болдуином, — было принято решение учредить «Антиисламофашистское движение». Термин «исламофашизм» по отношению к исламским радикалам употребляют также бывший премьер-министр Великобритании Тони Блэр, министр национальной безопасности США Майкл Чертофф, влиятельный американский политик, бывший советник Ричарда Никсона Чак Колсон, политические обозреватели ряда американских СМИ.
Ультраправый голландский политик Герт Вилдерс утверждает, что «Существует один ислам — тоталитарно-фашистский» и сравнивает Коран с книгой Адольфа Гитлера «Майн Кампф».
Множество сходных черт у исламизма и таких тоталитарных идеологий, как национал-социализм и сталинизм, видит американский политолог Марк Александер. Алжирский писатель Буалем Сансаль считает, что между исламизмом и национал-социализмом очень много общего: стремление к завоеванию не только умов, но и территорий, а также идея уничтожения всех, кто не подчиняется этой идеологии.

## Критика
Евгений Примаков считал, что существует исламский экстремизм, а не исламофашизм, поскольку, по его мнению, фашизм строится на ультранационализме. Аналогичный аргумент выдвигает исследователь ислама Реза Аслан.
После инаугурации президента Обамы агентство Associated Press сообщило (апрель 2008), что американским федеральным учреждениям, в том числе Государственному департаменту и департаменту Национальной Безопасности, было рекомендовано отказаться от использования термина «исламофашизм», что направлено на улучшение имиджа в СМИ перед мусульманской аудиторией. В записке говорится: «Мы общаемся с нашей аудиторией, а не пытаемся конфликтовать с ней. Мы не оскорбляем и не смешиваем их с такими уничижительными понятиями, как „исламофашизм“, который считается оскорбительным для многих мусульман».
Известный неоконсервативный американский историк ислама и эксперт по терроризму Даниэль Пайпс, комментируя полемику вокруг данного термина, написал, что слово «фашист» в контексте обсуждения радикального ислама вводит в заблуждение:
Использование термина исламский фашизм следует рассматривать как часть длившегося десятилетиями поиска термина для названия одной из специфических форм ислама. Этот термин должен позволить узнавать эту форму ислама по её политическим воззрениям, экстремизму и часто — по применению насильственных действий… Хотя термин исламские фашисты лучше, чем террористы, давайте надеяться на то, что скоро появится лучший, выработанный общими усилиями термин. Я голосую за термин «исламисты».
Некоторые критики утверждают, что термин используется для пропаганды. В частности, Джозеф Собран писал, что Аль-Каиду называют фашистской, используя слово «фашистский» как синоним слова «отвратительный».
Пол Кругман утверждает, что «исламофашизм — это пустая пропаганда». Бенджамин Даниэль, политолог Норман Финкельштейн и обозреватель Даниэль Ларинсон утверждают, что этот термин по сути бессмыслен.
Совет по американо-исламским отношениям жаловался на употребление данного термина, говоря о том, что использование термина «усиливает ощущение того, что война с террором является фактически войной с исламом».